# Afroedura pongola
Afroedura pongola (скельний гекон понгольський) — вид геконоподібних ящірок родини геконових (Gekkonidae). Ендемік Південно-Африканської Республіки. Описаний у 2014 році.

## Поширення і екологія
Понгольські скельні гекони відомі з двох місцевостей на північ від річки Понгола на північному сході провінції Квазулу-Наталь. Вони живуть в тріщинах серед скель.